# Иса ел Адави
Иса Самир Хамед ел Адави (арап. عيسى سمير حامد العدوي, романизовано Issa Samir Hamed Al Adawi; Маскат, 20. март 1999) омански је пливач чија ужа специјалност су спринтерске трке слободним стилом. 

## Спортска каријера
Адави је дебитовао за репрезентацију Омана 2014. на Азијским играма у Инчону. На светским првенствима је дебитовао у Хангџоуу 2018. на светском првенству у малим базенима, док је годину дана каније у корејском Квангџуу 2019. дебитовао на првенствима света у великим базенима. У Квангџуу је Адави пливао у квалификационим тркама на 50 слободно (85) и 100 слободно (88. место). 